# Biləv
Biləv è un comune dell'Azerbaigian situato nel distretto di Ordubad.